# Bandera de la Comunitat Europea del Carbó i de l'Acer
La Bandera de la Comunitat Europea del Carbó i de l'Acer era una bandera horitzontal bicolora amb estrelles que va representar la Comunitat Europea del Carbó i l'Acer (CECA) des del 1958 (sis anys després de la fundació de la CECA) fins al 2002, quan la Comunitat es va fusionar a la Unió Europea (EU). Abans del 1958, la CECA no tenia bandera i cap altra bandera havia estat utilitzada per una part històrica de la Unió Europea que no fos la bandera d'Europa.

## Disseny
La bandera constava de dues ratlles horitzontals, blau a la part superior i negre a la part inferior. El negre era el carbó, mentre que el blau era l'acer, els dos recursos que gestionava la comunitat. Hi va haver un nombre d'estrelles d'or, més tard blanques, equivalents al nombre d'estats pertanyents a la comunitat (fins al 1986, quan el nombre es va congelar a dotze). Aquestes estrelles estaven igualment dividides entre cada banda, alineades a prop de la vora central (si hi hagués un nombre senar d'estrelles, el nombre més petit seria a la banda superior.

## Història
La bandera es va desplegar per primera vegada a l'Exposició de 1958 a Brussel·les, set anys després de la creació de la Comunitat. A l'Expo, la seva bandera rival, la bandera d'Europa, també va estar en una de les seves primeres exhibicions públiques.
El nombre d'estrelles va començar en sis i va augmentar amb la pertinença a la Comunitat fins al 1986, quan va arribar a dotze. Després d'això, es va decidir no augmentar el nombre d'estrelles per reflectir els nous membres que es van unir a la dècada de 1990. Això la mantenia en línia amb la bandera d'Europa (usada per les seves organitzacions germanes) que mostrava dotze estrelles representant la perfecció i la unitat.
El tractat de París de constitució de la CECA va expirar el 23 de juliol de 2002 i la CECA va deixar d'existir. Aquest dia la bandera va onejar per darrera vegada a la Comissió Europea de Brussel·les amb el president Romano Prodi i fou substituïda per la bandera de la UE.

### Evolució dels dissenys
| Nombre d'estrelles | Disseny | Estats membres representats per estrelles afegides (abans de 1986)                                                                                    | Durada                          |
| ------------------ | ------- | --- | ------------------------------- |
| Sis                |         | Bèlgica, França, Alemanya de l'Oest, Itàlia, Luxemburg i Països Baixos                                                                                | 1958 - 31 desembre 1972         |
| Nou                |         | Dinamarca, Irlanda i el Regne Unit | 1 gener 1973 - 31 desembre 1980 |
| Deu                |         | Grècia | 1 gener 1981 - 31 desembre 1985 |
| Dotze              |         | Portugal i Espanya (el nombre d'estrelles es va fixar posteriorment a dotze; es va abandonar la idea que cada estrella representava un estat membre). | 1 gener 1986 - 23 juliol 2002   |